# Citroën 2CV
Citroën 2CV (franska: deux chevaux, "två hästar") är en personbil tillverkad av den franska biltillverkaren Citroën mellan 1948 och 1990. I folkmun, framförallt i det svenskspråkiga Finland, kallad "Lingonplockare".

## Citroën 2CV
Pierre Boulanger hade konstruerat prototyper till en lätt bil strax före andra världskriget. Idén var att skapa en så enkel bil som möjligt, då fattiga jordbrukare skulle ha råd att skaffa en för att transportera sina varor till marknaderna och att kunna utföra service själva med enkla verktyg. Citroën 2CV var med tidens mått mätt en rymlig, bekväm och mycket bränslesnål bil, som hade god framkomlighet och driftsäkerhet[källa behövs]. Allt annat prioriterades bort. Den ingenjörstekniska nivån var extremt hög och bilen är att betrakta som oerhört avancerad trots sin utstuderade enkelhet[källa behövs].
Modellen har en tvåcylindrig luftkyld boxermotor med direktdrift av framhjulen via en fyrväxlad helsynkroniserad växellåda, med centrifugalkoppling som tillval. Växelspaken var av så kallad paraplykryckemodell, och karossen kunde enkelt demonteras utan verktyg. Ampèremätare och hastighetsmätare var de enda instrument som fanns, bränslet mättes med sticka. Vindrutetorkarna drevs av hastighetsmätarwiren. Det som inte ansågs vara nödvändigt, tillämpades inte heller på bilen. Stötdämparna utgjordes av outslitliga kontraviktsdämpare istället för vanliga hydrauliska dämpare som måste bytas. Fram- och bakfjädring var sammankopplade med ett gemensamt fjäderpaket per sida längs trösklarna. Det fick samtidigt den effekten att om framhjulet körde ner i en grop, fjädrade bakhjulet ner på samma sida och dämpade stöten - och omvänt om man körde upp på t.ex. en trottoarkant. Det gav också en viss krängningshämmande effekt. Fjädringen påminde därför om det hydrauliska systemet Hydrolastic, även om det här var rent mekaniskt.
Vägegenskaperna var relativt goda, trots att bilen hade mjuk fjädring och krängde en hel del. Bärarmarna var nämligen långa och gav lång fjädringsväg. Enligt ett envist rykte var det ett krav när bilen konstruerades att man skulle kunna köra tvärs över en nyplöjd åker iförd hög hatt.
Under produktionsåren genomgick bilen såväl yttre som inre ändringar. Med tiden fick den mer utrustning som till exempel förbättrat elsystem, elektriska vindrutetorkare, skivbromsar och defroster till fram- och bakrutan. Den allra tidigaste modellens tygtak från vindrutans överkant till bakre stötfångaren ersattes så småningom med ett galontak och en bagagelucka av plåt.
Förutom sin typiska form och sin enkelhet är bilen känd också för sin starkt begränsade motorstyrka som i den allra starkaste varianten uppgick till 36 hk från fabrikens rullband. Motorstorleken varierade mellan 375 och 602 cm³. Topphastigheten för en fabriksenligt utrustad 2CV låg för de tidigaste modellerna (9 hk) på omkring 60 km/h, medan de sista kunde uppnå runt 115 km/h.
Efterfrågan på 2CV-modellen minskade under 1960-talet, då kunderna fick råd att köpa större och modernare bilar. I samband med oljekrisen 1973 ökade försäljningen av den enkla och bränslesnåla Lillcittran återigen och produktionen fortsatte, trots att Citroën presenterat efterföljare som Dyane och Visa. Tillverkningen i Frankrike upphörde 1988 och flyttades till Portugal. Produktionen lades slutligen ned 1990, till följd av alltmer restriktiva krav avseende avgasrening och krocksäkerhet.

## Citroën 2CV Sahara
2CV fanns även i specialversion med 2st 12,5 hk-motorer som hette 2CV Sahara. Den var avsedd för körning i svår terräng. Modellen tillverkades från december 1960 till 1971. Den hade två motorer och fyrhjulsdrift. Denna variant av 2CV tillverkades i endast 694 exemplar.
Eftersom bilen hade en motor även baktill, flyttades bensintankarna till mitten av bilen - under stolarna. Tanklocket stack därför ut genom hål i dörrarna. Växelreglage, koppling och gas var ihopkopplade för de båda motorerna och manövrerades alltså parallellt. Det fanns i övrigt ingen mekanisk förbindelse mellan motorerna, utan den ena drev bakhjulen och den andra framhjulen. Man kunde även koppla ur drivningen för den ena motorn och köra bilen som enbart framhjulsdriven eller bakhjulsdriven.

## Citroën 2CV ochhippievågen

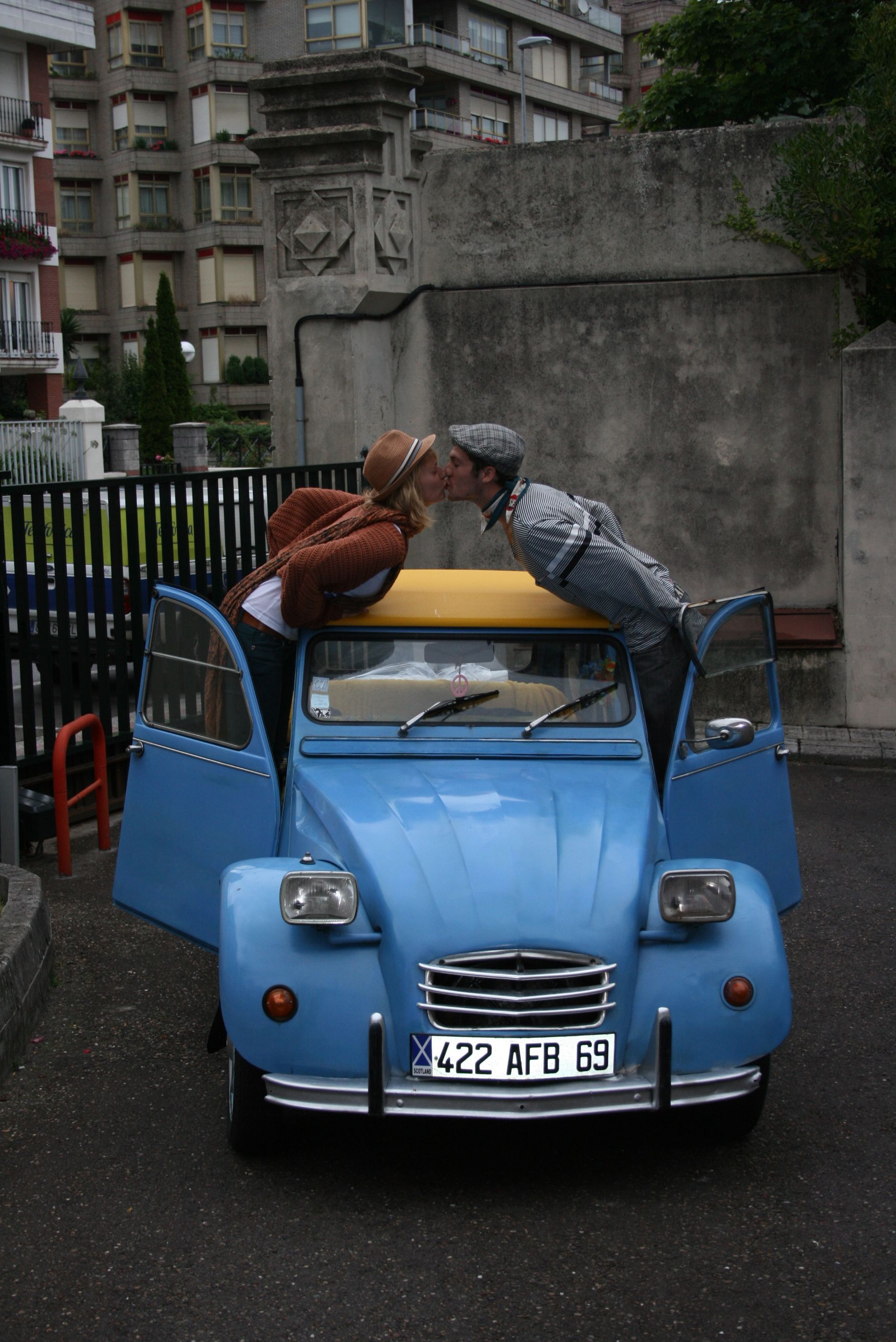

I Sverige fick modellen smeknamnet "haschmoppen" då den blev populär bland hippies under 1960- och 1970-talen. Många hippies målade sina Citroën 2CV-bilar i olika starka färger med blomdekorationer.
Modellen blev populär för sin enkelhet som stod i stark kontrast till de stora och törstiga amerikanska bilarna vid samma tidpunkt. Hippier var emot allt som hade med imperialism att göra, och körde gärna omkring i den lilla enkla Citroën 2CV för att markera detta.

## I populärkulturen
- I James Bond-filmen Ur dödlig synvinkel, tvingas Bond fly i en Citroën 2CV sedan hans Lotus Esprit blivit totalförstörd.
- De två detektiverna Dupond & Dupont i serien Tintin, körde i de senare albumen med Citroën 2CV som tillverkades på licens i Belgien.
- Jan Myrdals och Gun Kessles resor till Afghanistan, Indien och Iran på slutet av 1950-talet och början av 1960-talet genomfördes med en Citroën 2CV. Se exempelvis Kulturers korsväg.
- Lloyd Cole har skrivit en låt som heter 2CV. Den finns på skivan Rattlesnakes som kom 1984. Det är Lloyd Cole and the Commotions debutalbum.
- I den tecknade filmen om Pelle Svanslös avbildas just en Citroën 2CV. Det är med denna bil som Pelle Svanslös kommer till den familj som han sedan bor med.
- I TV-serien och filmen om Tracy Beaker medverkar en röd Citroën 2CV 6 Special av 1986 års modell.
- I filmen Sista natten med gänget (American Graffiti) har karaktären Curt Henderson en ljusblå Citroën 2CV AZA av årsmodell 1967, en bil som är kronologiskt inkorrekt då filmen skall utspela sig 1962.

## Motor
| Årsmodell | Motor                | Cylindervolym | Effekt   | Bränslesystem   |
| --------- | -------------------- | ------------- | -------- | --------------- |
| 1949-62   | 2-cyl boxermotor ohv | 375 cm³       | 9 hk     | Enkel förgasare |
| 1955-69   | 2-cyl boxermotor ohv | 425 cm³       | 12-18 hk | Enkel förgasare |
| 1970-78   | 2-cyl boxermotor ohv | 435 cm³       | 24 hk    | Enkel förgasare |
| 1970-90   | 2-cyl boxermotor ohv | 602 cm³       | 30-36 hk | Enkel förgasare |

## Bilder

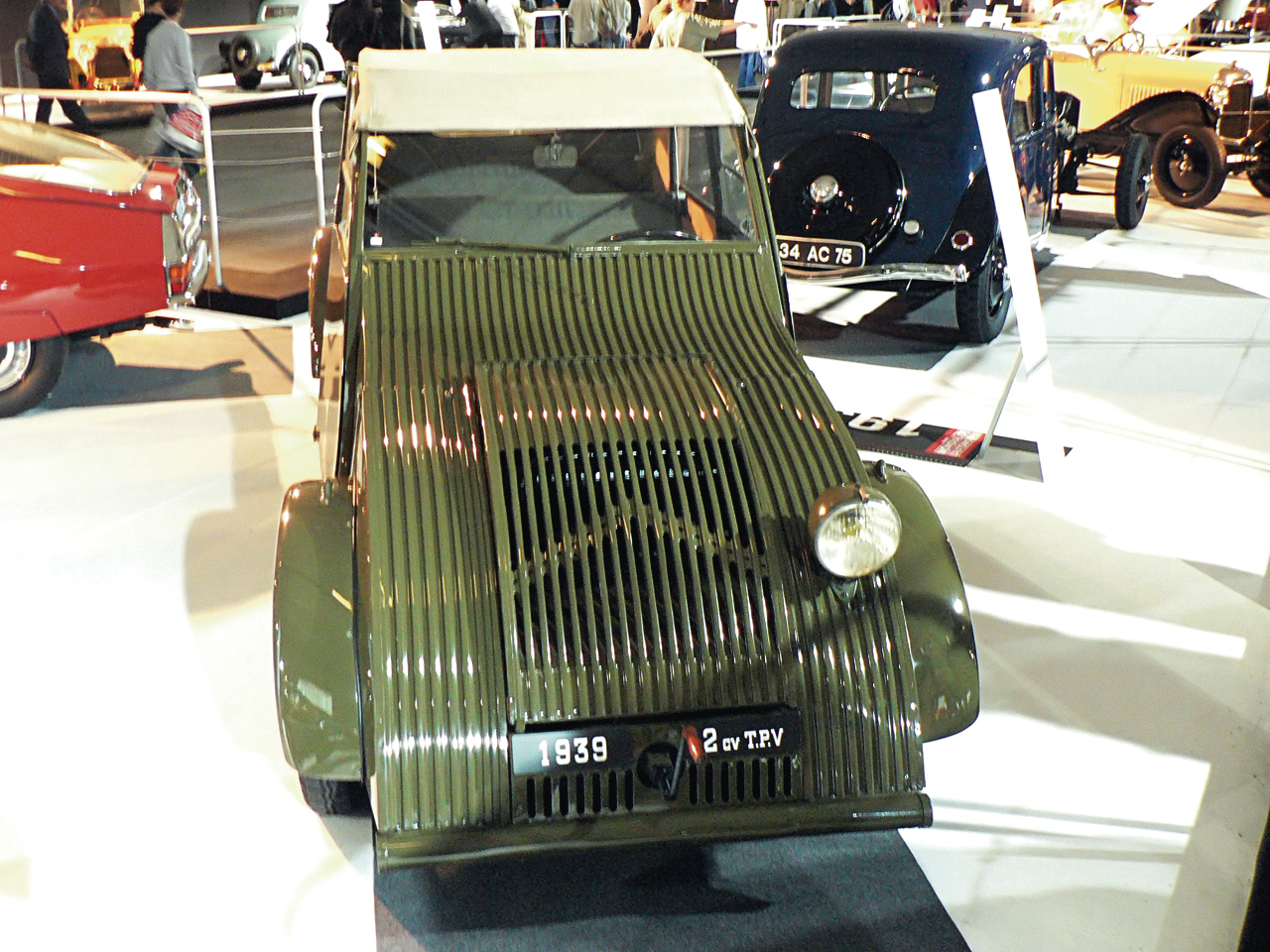
Prototyp från 1939.
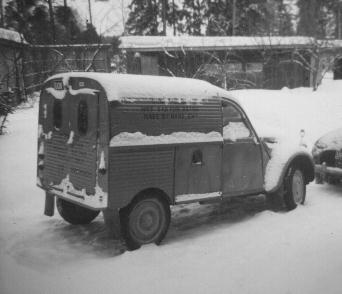
"Lillcittran" som skåpbil.
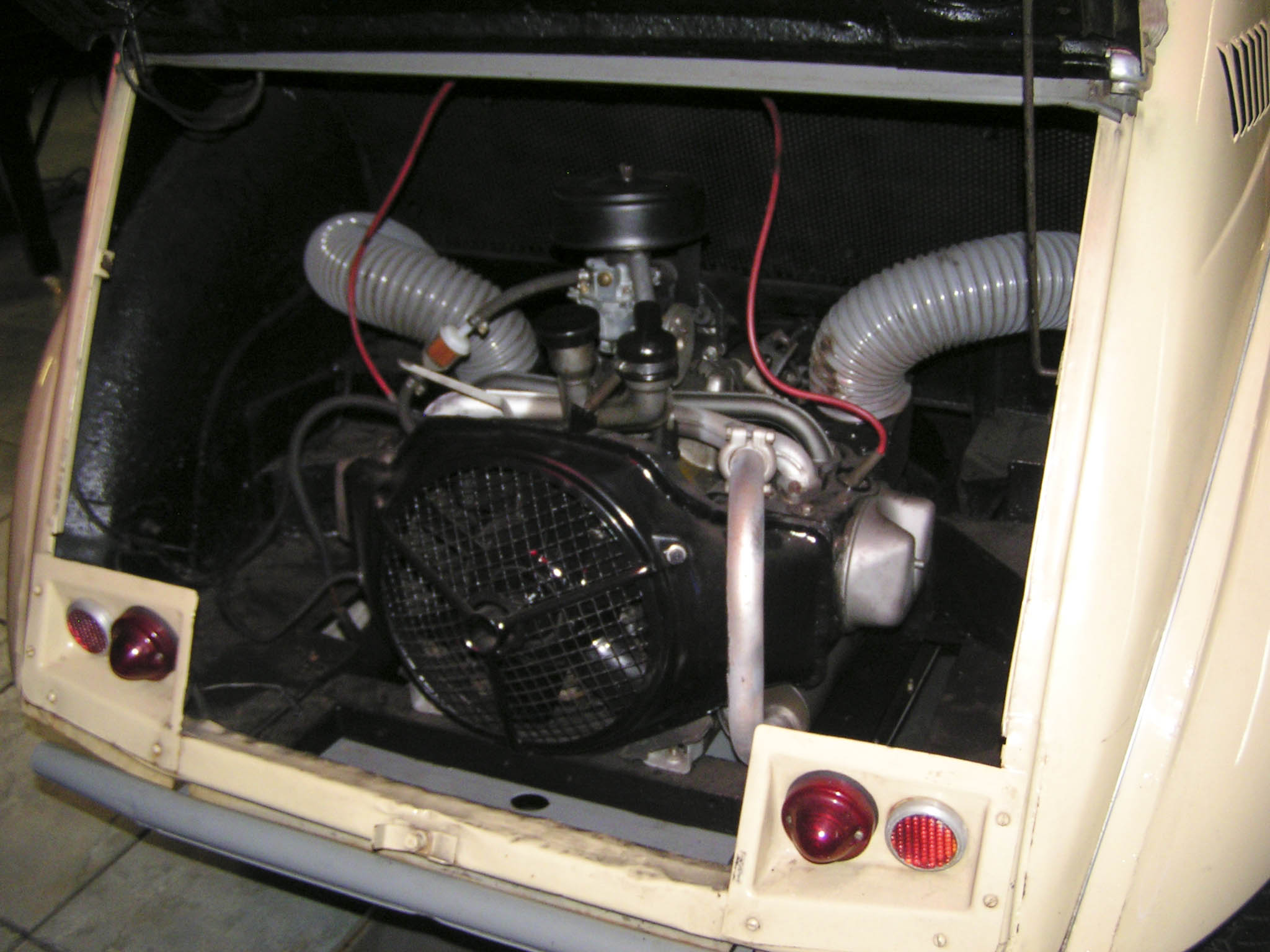
Bakre motorn på en 2CV Sahara.
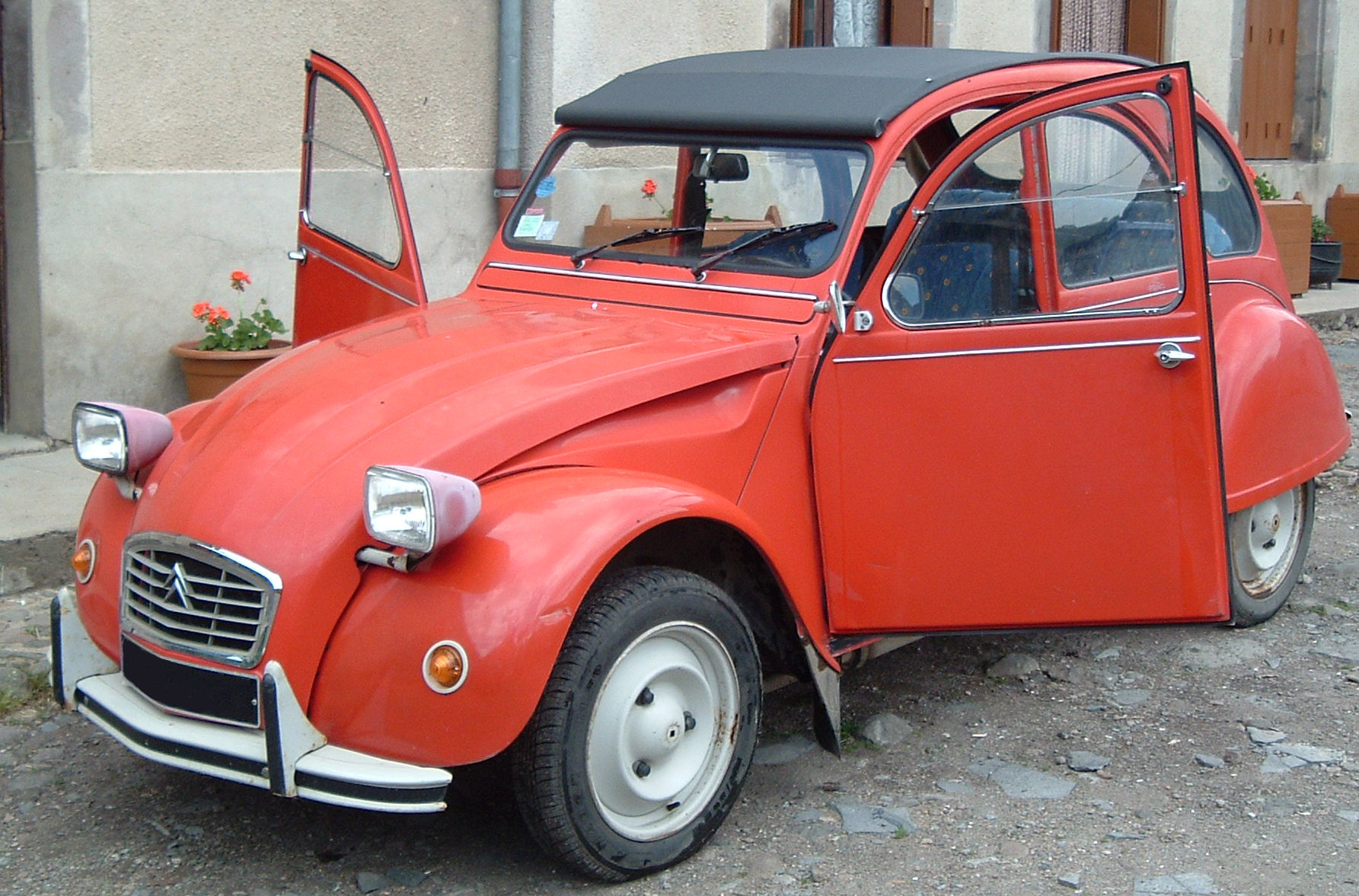
2CV från sent åttiotal.